# Паркер, Кид
Кид Паркер (при рождении Уильям Элрой Паркер, известный как Денвер «Кид» Паркер) (англ. Kid Parker; 20 января 1877, Бостон – около 1912) – американский профессиональный боксёр, промоутер вегетарианства.

## Биография
Дебютировал на ринге в 1896 году. Считался лучшим боксёром Денвера. Выиграл нокаутами 52% боёв.  В 1900 году бился с двукратным чемпионом мира в полусреднем весе Мэтти Мэтьюзом (вничью в десяти раундах). В 1901 году Паркер стал вегетарианцем, заявив, что строгая вегетарианская диета увеличила его физическую выносливость и увеличила его умственные способности. Был первым боксёром-вегетарианцем. 
Вегетарианская диета К. Паркера состояла из злаков, фруктов, молока, орехов, овощей и большого количества яиц. В апреле 1903 года он написал статью о физической культуре в газете «San Francisco Call» , выступая за вегетарианскую диету для улучшения состояния здоровья. Заявил, что будет боксировать до 35 лет и доживет до 100 лет, потому что он вегетарианец. В 1905 году Паркер был описан как «один из самых джентльменских бойцов на сегодняшнем призовом ринге». 
Последнее появление К. Паркера на ринге состоялось в 1906 году.  После того, как его боксёрская карьера закончилась, Паркер был помещён в лечебницу в Норфолке, штат Небраска, поскольку страдал от галлюцинаций. Паркер неоднократно бил кулаком стену в своей мягкой камере, поэтому ему давали боксёрские перчатки для защиты рук. 
Жена Паркера также занималась боксом.

## Избранные публикации
- The Conversion of a Noted Pugilist (1902)
- Exercises for Women (1903)